# Route nationale 689
Die Route nationale 689, kurz N 689 oder RN 689, war eine französische Nationalstraße, die von 1933 bis 1973 zwischen einer Kreuzung mit der ehemaligen Nationalstraße 143 im südlichen Stadtgebiet von Montluçon und Pionsat verlief. Ihre Länge betrug 28 Kilometer.